# Pusztai növénytársulások
A szárazságtűrő (xerophyta) pusztai növények többnyire zárt társulásai jellemzően kontinentális éghajlaton alakulnak ki. Fajaik között gyakoriak a pázsitfüvek. Föld fölötti szerveik a száraz évszakban elhalnak. Gyakoriak közöttük a
- hemikriptofiton (félig rejtve telelő),
- geofiton (föld alatti raktározó szervű) és
- terofiton (egyéves)

fajok. A változatos talaj- és domborzati viszonyok, az utóbbiakból adódó mikroklímák hatására igen sokféle, fajgazdag társulás alakul ki.
A pusztai társulásokat az alábbi nagyobb egységekre tagoljuk:
- kontinentális sziknövényzet három társulástani osztállyal:
  - kontinentális sziki szukkulens és egyéves tófenék-vegetáció (Thero-Suaedetea Vicherek 1973 em. Borhidi, 2003),
  - szikes puszták (Festuco-Puccinellietea Soó 1968 em. Borhidi, 2003 hoc loco),
  - szikes rétek (Scorzonero-Juncetea gerardii (Vicherek 1973) Golub et al. 2001).

- pionír és száraz gyepek két társulástani osztállyal:
  - mészkerülő pionír gyepek és atlantikus típusú homoki vegetáció (Koelerio-Corynephoretea Klika in Klika & Novák 1941),
  - száraz és félszáraz sziklai és pusztai gyepek (Festuco-Brometea Br.-Bl. & R. Tx. ex Klika et Hadač 1944).